# Salvanèl

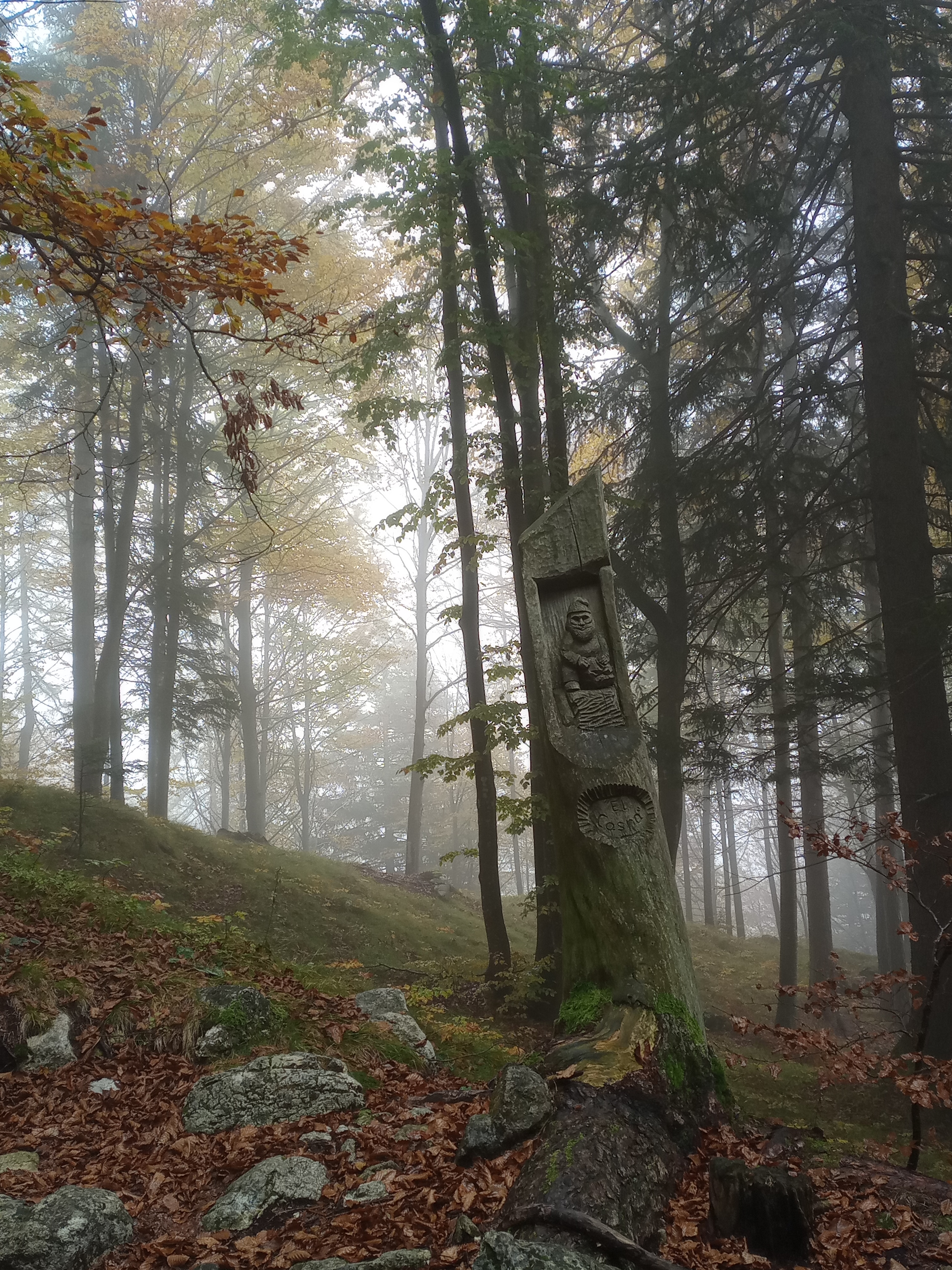
Statua votiva del Salvanel presente nell'altopiano della Vigolana

Il Salvanèl è una creatura del folclore trentino e delle Dolomiti. La leggenda lo descrive come un piccolo folletto molto dispettoso vestito interamente di rosso, che si diverte a far perdere la strada ai viandanti e si vendica in maniera brutale di chi danneggia i boschi, dimostrando però gentilezza nei confronti dei bisognosi. Alcune varianti della storia lo ritraggono come un uomo possente e crudele, ricoperto di peli.

## Leggenda
La leggenda vuole che, un giorno, una ragazza bionda dai capelli molto lunghi della Val di Non scoprì di essere incinta, senza conoscerne però il motivo. Ben presto gli abitanti del paese nel quale viveva se ne accorsero, iniziando a guardarla con sospetto e iniziando a chiedersi se fosse una strega. 
Spaventata dall'idea che i suoi compaesani si stavano facendo di lei, la ragazza decise di scappare su un monte chiamato Ozol, dove si rifugiò in una fessura tra le rocce.
Tempo dopo, il bambino che portava in grembo nacque e la madre decise di chiamarlo "Salvanèl".
Con il tempo, il Salvanèl crebbe. Indossava sempre abiti rossi e aveva una folta barba nera.
Il folletto si muoveva solo di notte, perciò i paesani lo incontravano solo raramente; le persone erano spaventate da lui, tuttavia aiutava sempre le persone in difficoltà, aiutava viandanti in pericolo nel bosco come assisteva agli anziani.
Si dice che fosse molto dispettoso, ma andasse su tutte le furie se scorgesse qualcuno a maltrattare la natura, iniziando a vendicarsi mettendo la vita delle sue vittime in pericolo.
Secondo una variante meno diffusa della leggenda, il Salvanèl, noto in questo caso anche come Òm Pelòs o Òm selvàdeg, non è un simpatico folletto, tuttavia selvaggio alpino ricoperto di peli da testa a piedi, che si muove sempre con una sacca sulle spalle contenente selvaggina; il folletto non si farebbe problemi a catturare dei bambini, per poi portarli nella sua tana, una caverna chiamata Bus del Salvanèl, dove li arrostirebbe per poi nutrirsene.

## Nella cultura moderna
- Il Salvanèl è il protagonista di Le avventure del Salvanèl, una serie di storie illustrate moderne sul folletto.[8]
- Il Salvanèl è stato scelto come mascotte del "Parco dei Mestieri", laboratorio didattico del Trento Film Festival.[9]